# Copa América de 2007
A Copa América de 2007 foi a 42ª edição do principal torneio entre seleções organizado pela Confederação Sul-Americana de Futebol (CONMEBOL). Foi disputada entre 26 de junho e 15 de julho. Doze equipes disputaram a competição, os dez membros da CONMEBOL e dois convidados da CONCACAF, México e Estados Unidos. A Venezuela, era o único país do continente sul-americano que ainda não havia sediado o evento. 
O Brasil venceu o torneio pela oitava vez, ganhando o direito de representar a América do Sul na Copa das Confederações de 2009, realizada na África do Sul.

## Seleções participantes
| Grupo A: | Venezuela | Uruguai  | Peru     | Bolívia        |
| Grupo B: | Brasil    | Chile    | México   | Equador        |
| Grupo C: | Argentina | Paraguai | Colômbia | Estados Unidos |

A Costa Rica foi provisoriamente convidada pela CONMEBOL ante a rejeição inicial por parte da seleção dos EUA. Contudo, com a mudança de opinião dos norte-americanos, os costarriquenhos acabaram ficando de fora.

## Sedes
Para a 42ª edição da Copa América, o comitê organizador do evento decidiu de início eleger oito cidades-sede. Antes da eleição, pelo menos 14 cidades apresentaram a candidatura, da qual se destacavam as cidades de Barquisimeto, Maracay, Valência, Valera e os estados de Portuguesa e Miranda. Cumpridas as exigências, as cidades escolhidas foram Barinas, Caracas, Ciudad Guayana (Puerto Ordaz), Maracaibo, Maturín, Mérida, Puerto La Cruz e San Cristóbal. Selecionadas as oito sedes, o comitê organizador decidiu reconsiderar também a candidatura de Barquisimeto que tinha um projeto de construção de um novo estádio, elevando para nove o número de sedes.
Escolhidas as cidades sede, o comitê organizador teve que enfrentar o problema de escassa infraestrutura esportiva de alto nível no país, com poucos estádios de futebol e nenhum que cumprisse as exigências da CONMEBOL; o maior estádio só tinha capacidade para 35.000 espectadores. Durante a primeira etapa o comitê decidiu aumentar a capacidade dos estádios mais conservados para 40.000 espectadores, enquanto se construiam novas praças esportivas em Mérida, Barquisimeto e Maturín. No caso da capital Caracas, optou-se pela remodelação do Estádio Olímpico em detrimento do Estadio Brígido Iriarte ou da construção de um novo. Inicialmente sede de uma das semifinais, o estádio sediará apenas a decisão de terceiro lugar por não cumprir com todas as exigências de segurança exigidas pela CONMEBOL.
A previsão de gastos para a realização do torneio era de 40 milhões de dólares liberados pelo governo federal venezuelano, porém a cifra ultrapassou os 900 milhões de dólares, quase setenta vezes mais do que gastou-se na Copa América Peru 2004.
| Barinas                         |                                         | Barquisimeto                |
| Estadio La Carolina             | Estadio Metropolitano de Fútbol de Lara |                             |
| Capacidade: 27 500              | Capacidade: 38 000                      |                             |
|                                 |                                         |                             |
| Maturín                         | San Cristóbal                           |                             |
| Estadio Monumental de Maturín   | Estadio Polideportivo de Pueblo Nuevo   |                             |
| Capacidade: 52 000              | Capacidade: 45 559                      |                             |
|                                 |                                         |                             |
| Mérida                          | Puerto Ordaz                            |                             |
| Estadio Metropolitano de Mérida | Polideportivo Cachamay                  |                             |
| Capacidade: 45 000              | Capacidade: 45 000                      |                             |
|                                 |                                         |                             |
| Puerto la Cruz                  | Maracaibo                               | Caracas                     |
| Estádio Olímpico Luis Ramos     | Estádio José "Pachencho" Romero         | Estádio Olímpico de Caracas |
| Capacidade: 40 000              | Capacidade: 40 000                      | Capacidade: 40 000          |
|                                 |                                         |                             |

## Árbitros
A CONMEBOL convocou uma lista de treze árbitros e doze árbitros assistentes para a Copa América 2007. Um árbitro e um assistente também foram designados caso haja a necessidade de substituição.
| Árbitros             | Assistentes            |
| -------------------- | ---------------------- |
| ARG Sergio Pezzotta  | ARG Rodolfo Otero      |
| BOL René Ortubé      | BOL Juan Carlos Arroyo |
| BRA Carlos Simon     | BRA Ednilson Corona    |
| CHI Carlos Chandía   | CHI Rodrigo González   |
| COL Óscar Ruiz       | COL Juan Carlos Bedoya |
| ECU Mauricio Reinoso | ECU Félix Badaraco     |
| PAR Carlos Amarilla  | PAR Amelio Andino      |
| PER Víctor Rivera    | PER Luis Ávila         |
| URU Jorge Larrionda  | URU Walter Rial        |
| VEN Manuel Andarcia  | VEN Rafael Yánez       |
| USA Baldomero Toledo | VEN Plácido Chuello    |
| MEX Benito Archundia | VEN Luis Sánchez       |
| VEN Juan Soto •      | VEN Gerardo Quintero   |

• Dupla reserva

## Fase de grupos
|  | Equipes classificadas às quartas de final               |
|  | Equipes classificadas como melhores terceiros colocados |
|  | Equipes eliminadas                                      |

Na primeira fase, as doze equipes participantes são divididas em três grupos de cada equipe. O sorteio para a definição dos grupos aconteceu em Caracas no dia 14 de fevereiro de 2007, onde Venezuela, Brasil e Argentina foram cabeças de chave. As duas melhores equipes de cada grupo, mais os dois melhores terceiros colocados, avançam as quartas de final.
Todas as partidas seguem o fuso horário local (UTC-4).

### Grupo A
| Seleção   | P | J | V | E | D | GP | GC | SG |
| --------- | - | - | - | - | - | -- | -- | -- |
| Venezuela | 5 | 3 | 1 | 2 | 0 | 4  | 2  | 2  |
| Peru      | 4 | 3 | 1 | 1 | 1 | 5  | 4  | 1  |
| Uruguai   | 4 | 3 | 1 | 1 | 1 | 1  | 3  | -2 |
| Bolívia   | 2 | 3 | 0 | 2 | 1 | 4  | 5  | -1 |

| 26 de junho | Uruguai | 0 – 3  | Peru                                     | Estádio Metropolitano de Mérida, Mérida      |
| 18:05       |         | Resumo | Villalta 27' · Mariño 70' · Guerrero 89' | Público: 32 000 Árbitro: PAR Carlos Amarilla |

| 26 de junho | Venezuela                | 2 – 2  | Bolívia               | Estádio Polideportivo de Pueblo Nuevo, San Cristóbal |
| 20:50       | Maldonado 20' · Páez 55' | Resumo | Moreno 38' · Arce 84' | Público: 42 000 Árbitro: ECU Mauricio Reinoso        |

| 30 de junho | Bolívia | 0 – 1  | Uruguai     | Estádio Polideportivo de Pueblo Nuevo, San Cristóbal |
| 16:05       |         | Resumo | Sánchez 58' | Público: 18 000 Árbitro: USA Baldomero Toledo        |

| 30 de junho | Venezuela                   | 2 – 0  | Peru | Estádio Polideportivo de Pueblo Nuevo, San Cristóbal |
| 18:20       | Cichero 48' · Arismendi 79' | Resumo |      | Público: 40 000 Árbitro: MEX Benito Archundia        |

| 3 de julho | Peru             | 2 – 2  | Bolívia                    | Estádio Metropolitano de Mérida, Mérida     |
| 18:35      | Pizarro 34', 85' | Resumo | Moreno 24' · J. Campos 45' | Público: 31 650 Árbitro: CHI Carlos Chandía |

| 3 de julho | Venezuela | 0 – 0  | Uruguai | Estádio Metropolitano de Mérida, Mérida   |
| 20:50      |           | Resumo |         | Público: 42 200 Árbitro: BRA Carlos Simon |

### Grupo B
| Seleção | P | J | V | E | D | GP | GC | SG |
| ------- | - | - | - | - | - | -- | -- | -- |
| México  | 7 | 3 | 2 | 1 | 0 | 4  | 1  | 3  |
| Brasil  | 6 | 3 | 2 | 0 | 1 | 4  | 2  | 2  |
| Chile   | 4 | 3 | 1 | 1 | 1 | 3  | 5  | -2 |
| Equador | 0 | 3 | 0 | 0 | 3 | 3  | 6  | -3 |

| 27 de junho | Equador                    | 2 – 3  | Chile                           | Polideportivo Cachamay, Puerto Ordaz    |
| 18:35       | Valencia 16' · Benítez 23' | Resumo | Suazo 20', 80' · Villanueva 86' | Público: 35 000 Árbitro: COL Óscar Ruiz |

| 27 de junho | Brasil | 0 – 2  | México                     | Polideportivo Cachamay, Puerto Ordaz         |
| 20:50       |        | Resumo | Castillo 23' · Morales 28' | Público: 40 000 Árbitro: ARG Sergio Pezzotta |

| 1 de julho | Brasil                      | 3 – 0  | Chile | Estádio Monumental de Maturín, Maturín     |
| 16:05      | Robinho 36' (pen), 84', 87' | Resumo |       | Público: 52 000 Árbitro: PAR Carlos Torres |

| 1 de julho | México                   | 2 – 1  | Equador    | Estádio Monumental de Maturín, Maturín   |
| 18:20      | Castillo 21' · Bravo 79' | Resumo | Méndez 84' | Público: 52 000 Árbitro: BOL René Ortubé |

| 4 de julho | México | 0 – 0  | Chile | Estádio José Antonio Anzoátegui, Puerto la Cruz |
| 18:35      |        | Resumo |       | Público: 38 000 Árbitro: PAR Carlos Amarilla    |

| 4 de julho | Brasil            | 1 – 0  | Equador | Estádio José Antonio Anzoátegui, Puerto la Cruz |
| 20:50      | Robinho 55' (pen) | Resumo |         | Público: 38 000 Árbitro: ARG Sergio Pezzotta    |

### Grupo C
| Seleção        | P | J | V | E | D | GP | GC | SG |
| -------------- | - | - | - | - | - | -- | -- | -- |
| Argentina      | 9 | 3 | 3 | 0 | 0 | 9  | 3  | 6  |
| Paraguai       | 6 | 3 | 2 | 0 | 1 | 8  | 2  | 6  |
| Colômbia       | 3 | 3 | 1 | 0 | 2 | 3  | 9  | -6 |
| Estados Unidos | 0 | 3 | 0 | 0 | 3 | 2  | 8  | -6 |

| 28 de junho | Paraguai                                    | 5 – 0  | Colômbia | Estadio José "Pachencho" Romero, Maracaibo   |
| 18:35       | Santa Cruz 30', 46', 80' · Cabañas 84', 88' | Resumo |          | Público: 45 080 Árbitro: URU Jorge Larrionda |

| 28 de junho | Argentina                               | 4 – 1  | Estados Unidos   | Estadio José "Pachencho" Romero, Maracaibo  |
| 20:50       | Crespo 11', 60' · Aimar 76' · Tévez 84' | Resumo | Johnson 9' (pen) | Público: 40 000 Árbitro: CHI Carlos Chandía |

| 2 de julho | Estados Unidos | 1 – 3  | Paraguai                                  | Estádio Agustín Tovar, Barinas             |
| 18:35      | Clark 35'      | Resumo | Barreto 29' · Cardozo 56' · Cabanãs 90+2' | Público: 28 500 Árbitro: PER Víctor Rivera |

| 2 de julho | Argentina                                              | 4 – 2  | Colômbia                      | Estadio José "Pachencho" Romero, Maracaibo |
| 20:50      | Crespo 20' (pen) · Riquelme 34', 45' · D. Milito 90+1' | Resumo | E. Perea 10' · Castrillón 76' | Público: 46 000 Árbitro: BRA Carlos Simon  |

| 5 de julho | Colômbia       | 1 – 0  | Estados Unidos | Estádio Metropolitano de Fútbol de Lara, Barquisimeto |
| 18:35      | Castrillón 15' | Resumo |                | Público: 40 300 Árbitro: VEN Manuel Andarcia          |

| 5 de julho | Argentina      | 1 – 0  | Paraguai | Estádio Metropolitano de Fútbol de Lara, Barquisimeto |
| 20:50      | Mascherano 79' | Resumo |          | Público: 40 300 Árbitro: URU Jorge Larrionda          |

### Melhores terceiros colocados
Ao final da primeira fase as duas melhores equipes entre as terceiro colocadas de cada grupo avançam às quartas de final.
| Seleção  | P | J | V | E | D | GP | GC | SG | Grupo |
| -------- | - | - | - | - | - | -- | -- | -- | ----- |
| Chile    | 4 | 3 | 1 | 1 | 1 | 3  | 5  | -2 | B     |
| Uruguai  | 4 | 3 | 1 | 1 | 1 | 1  | 3  | -2 | A     |
| Colômbia | 3 | 3 | 1 | 0 | 2 | 3  | 9  | -6 | C     |

## Fase final
|  | Quartas de final            | Quartas de final           |                         |        | Semifinais     | Semifinais     |  |  | Final                 | Final |
|  |                             |                            |                         |        |                |                |  |  |                       |       |
|  | 7 de julho - San Cristóbal  |                            |                         |        |                |                |  |  |                       |       |
|  |                             |                            |                         |        |                |                |  |  |                       |       |
|  | Venezuela                   | 1                          |                         |        |                |                |  |  |                       |       |
|  | Venezuela                   | 1                          | 10 de julho - Maracaibo |        |                |                |  |  |                       |       |
|  | Uruguai                     | 4                          |                         |        |                |                |  |  |                       |       |
|  | Uruguai                     | 4                          | Uruguai                 | 2 (4)  |                |                |  |  |                       |       |
|  | 7 de julho - Puerto La Cruz |                            | Uruguai                 | 2 (4)  |                |                |  |  |                       |       |
|  |                             | Brasil (pen)               | 2 (5)                   |        |                |                |  |  |                       |       |
|  | Chile                       | Brasil (pen)               | 2 (5)                   | 1      |                |                |  |  |                       |       |
|  | Chile                       |                            | 15 de julho - Maracaibo | 1      |                |                |  |  |                       |       |
|  | Brasil                      | 6                          |                         |        |                |                |  |  |                       |       |
|  | Brasil                      | 6                          | Brasil                  | 3      |                |                |  |  |                       |       |
|  | 8 de julho - Maturín        |                            | Brasil                  | 3      |                |                |  |  |                       |       |
|  |                             | Argentina                  | 0                       |        |                |                |  |  |                       |       |
|  | México                      | Argentina                  | 0                       | 6      |                |                |  |  |                       |       |
|  | México                      | 11 de julho - Puerto Ordaz |                         | 6      |                |                |  |  |                       |       |
|  | Paraguai                    | 0                          |                         |        |                |                |  |  |                       |       |
|  | Paraguai                    | 0                          | México                  | 0      | Terceiro lugar | Terceiro lugar |  |  |                       |       |
|  | 8 de julho - Barquisimeto   |                            | México                  | 0      | Terceiro lugar | Terceiro lugar |  |  |                       |       |
|  |                             | Argentina                  | 3                       |        |                |                |  |  |                       |       |
|  | Argentina                   | Argentina                  | 3                       | 4      | Uruguai        | 1              |  |  |                       |       |
|  | Argentina                   |                            |                         | 4      | Uruguai        | 1              |  |  |                       |       |
|  | Peru                        | 0                          |                         | México | 3              |                |  |  |                       |       |
|  | Peru                        | 0                          |                         |        | 3              |                |  |  |                       |       |
|  |                             |                            |                         |        |                |                |  |  | 14 de julho - Caracas |       |
|  |                             |                            |                         |        |                |                |  |  |                       |       |

### Quartas de final
| 7 de julho | Venezuela  | 1 – 4  | Uruguai                                        | Estádio Polideportivo de Pueblo Nuevo, San Cristóbal |
| 18:05      | Arango 41' | Resumo | Forlán 38', 90+1' · García 64' · Rodríguez 86' | Público: 42 000 Árbitro: CHI Carlos Chandía          |

| 7 de julho | Chile     | 1 – 6  | Brasil                                                                         | Estádio José Antonio Anzoátegui, Puerto la Cruz |
| 20:50      | Suazo 76' | Resumo | Juan 16' · Júlio Baptista 23' · Robinho 27', 50' · Josué 68' · Vágner Love 85' | Público: 40 000 Árbitro: URU Jorge Larrionda    |

| 8 de julho | México                                                                            | 6 – 0  | Paraguai | Estádio Monumental de Maturín, Maturín       |
| 16:05      | Castillo 5' (pen), 38' · Torrado 27' · Arce 79' · Blanco 87' (pen), · Bravo 90+1' | Resumo |          | Público: 22 000 Árbitro: ARG Sergio Pezzotta |

| 8 de julho | Argentina                                      | 4 – 0  | Peru | Estádio Metropolitano de Fútbol de Lara, Barquisimeto |
| 18:50      | Riquelme 47', 85' · Messi 61' · Mascherano 75' | Resumo |      | Público: 40 300 Árbitro: BRA Carlos Simon             |

### Semifinal
| 10 de julho | Uruguai                | 2 – 2     | Brasil                          | Estádio José Encarnación Romero, Maracaibo |
| 20:50       | Forlán 36' · Abreu 70' | Relatório | Maicon 13' · Júlio Baptista 40' | Público: 46 000 Árbitro: COL Óscar Ruiz    |

|                                                         |       | Penalidades                                                |  |
| Forlán Scotti González C. Rodríguez Abreu García Lugano | 4 – 5 | Robinho Juan Gilberto Silva Afonso Diego Fernando Gilberto |  |

| 11 de julho | México | 0 – 3  | Argentina                                   | Polideportivo Cachamay, Puerto Ordaz        |
| 20:50       |        | Resumo | Heinze 44' · Messi 61' · Riquelme 66' (pen) | Público: 41 300 Árbitro: CHI Carlos Chandía |

### Terceiro lugar
| 14 de julho | Uruguai   | 1 – 3  | México                                      | Estadio Olímpico de la Universidad Central de Venezuela, Caracas |
| 17:05       | Abreu 22' | Resumo | Blanco 38' (pen) · Bravo 68' · Guardado 76' | Público: 30 000 Árbitro: ECU Mauricio Reinoso                    |

### Final
| 15 de julho | Brasil                                                | 3 – 0     | Argentina | Estádio José Encarnación Romero, Maracaibo   |
| 18:05       | Júlio Baptista 4' · Ayala 40' (g.c.) · Dani Alves 69' | Relatório |           | Público: 40 000 Árbitro: PAR Carlos Amarilla |

## Campeão
| Copa América 2007          |
| -------------------------- |
| BRASIL Campeão (8º título) |

## Artilharia
| 6 gols - Robinho 5 gols - Juan Román Riquelme 4 gols - Nery Castillo 3 gols - Hernán Crespo - Júlio Baptista - Humberto Suazo - Omar Bravo - Roque Santa Cruz - Salvador Cabañas - Diego Forlán 2 gols - Javier Mascherano - Lionel Messi - Jaime Moreno - Jaime Castrillón - Cuauhtémoc Blanco - Claudio Pizarro - Sebastián Abreu | 1 gol - Carlos Tévez - Diego Milito - Gabriel Heinze - Pablo Aimar - Jhasmani Campos - Juan Carlos Arce - Daniel Alves - Josué - Juan - Maicon - Vágner Love - Carlos Villanueva - Edixon Perea - Cristian Benítez - Edison Méndez - Luis Antonio Valencia - Eddie Johnson - Ricardo Clark - Andrés Guardado - Fernado Arce - Gerardo Torrado - Ramón Morales | - Édgar Barreto - Oscar Cardozo - José Paolo Guerrero - Juan Carlos Mariño - Miguel Villalta - Cristian Rodríguez - Pablo García - Vicente Sánchez - Alejandro Cichero - Daniel Arismendi - Giancarlo Maldonado - Juan Arango - Ricardo David Páez Gols contra - Roberto Ayala (para o Brasil) |